# 13070 Seanconnery
13070 Seanconnery là một tiểu hành tinh được đặt tên theo tên Diễn viên Sean Connery. Hành tinh này được phát hiện vào năm 1991 và được đặt tên năm 2006.